# Auchenoglanis occidentalis
Espèce
Statut de conservation UICN

 LC  : Préoccupation mineure
Le Bagre ocellé (Auchenoglanis occidentalis) est une espèce de poissons-chats de la famille des Claroteidae originaire d'Afrique tropicale.

## Habitat
C'est un grand migrateur qui habite les zones peu profondes et vaseuses. 

## Alimentation
Omnivore. 

## Description
La bouche est entourée de longs barbillons permettant de détecter la nourriture. Protactile, elle aspire la nourriture dans le sol et rejette le gravier nettoyé.